# Пелемиши (Шековићи)
Пелемиши су насељено мјесто у општини Шековићи, Република Српска, БиХ. Према попису становништва из 2013. насеље више нема становника.

## Историја
Прије рата, насеље се у потпуности налазило у саставу предратне општине Кладањ. Током рата, село је било разорено од стране муслимана а становништво приморано да се исели. Послије потписивања Дејтонског споразума, дио његове територије улази у састав Републике Српске.

## Становништво
Према попису из 1991. године, Пелемиши имају сљедећи етнички састав становништва:
| Националност | 1991.        |
| Срби         | 101 (100,0%) |
| Укупно       | 101          |

| Демографија | Демографија | Демографија |
| Година      | Становника  | Становника  |
| ----------- | ----------- | ----------- |
| 1991.       | 101         |             |